# ناصيف حتي
ناصيف يوسف حتي هو سياسي ووزير لبناني. شغل سابقا منصب سفير لبنان والمتحدث الرسمي باسم جامعة الدول العربية وعمل رئيس بعثة جامعة الدول العربية في فرنسا والمندوب المراقب الدائم للجامعة لدى منظمة اليونسكو منذ مطلع عام 2000. كان قبل ذلك منذ مطلع عام 1991 المستشار السياسي والدبلوماسي الخاص لأمين عام جامعة الدول العربية، وكان أيضاً أستاذاً في العلاقات الدولية وشؤون الشرق الأوسط في الجامعة الأمريكية بالقاهرة بين عامي 1992–1999، وعضواَ في هيئة تحرير مجلة شؤون عربية الصادرة عن جامعة الدول العربية. 

إلى جانب ذلك كان الدكتور حتي أستاذاً زائراً في الأكاديمية المتوسطية للدراسات الدبلوماسية في مالطا. كما أنه يحاضر في عدة جامعات غربية ومراكز أبحاث، وصدر له كتابان هما نظرية العلاقات الدولية (1985)، والعالم العربي والقوى الخمس الكبرى: دراسة مستقبلية (1987)، وله أيضاً عدد من الدراسات والأبحاث في الشؤون الدولية والعربية نشرت في دوريات متخصصة. كما أنه يساهم بمقالات سياسية في عدد من الصحف العربية. وشارك في كثير من الندوات والمؤتمرات حول قضايا الشرق الأوسط وقضايا المتوسط والسياسة الدولية، وهو عضو في مراكز أبحاث تعنى بالقضايا الدولية وقضايا الشرق الأوسط.
نال الدكتور حتي الإجازة في العلوم السياسية من الجامعة الأمريكية في بيروت (1975)، والماجستير في العلاقات الدولية من الجامعة ذاتها (1977). ونال الدكتوراه في العلاقات الدولية من جامعة جنوب كاليفورنيا، بالولايات المتحدة الأمريكية (1980).
عُين وزيرًا للخارجية في حكومة حسان دياب في 21 يناير 2020، وفي 3 أغسطس 2020 قدم استقالته.